# Elecciones federales de Malasia de 1955
Las elecciones al Consejo Legislativo Federal de Malasia tuvieron lugar el 27 de junio de 1955 y fueron las únicas elecciones federales antes de la independencia del país asiático del Reino Unido. Se eligieron a los miembros del Consejo Legislativo Federal, que hasta entonces era designado enteramente por el Alto Comisionado del Imperio Británico. La votación tuvo lugar en los 52 distritos electorales federales de Malasia, eligiendo cada uno un Consejero Federal. Elecciones estatales también tuvieron lugar en los 136 distritos electorales estatales de nueve estados de Malasia y dos asentamientos del 10 de octubre de 1954 al 12 de noviembre de 1955, eligiendo cada uno un concejal al Consejo de Estado o al Consejo de Conciliación.
El resultado fue una casi total victoria para el Partido de la Alianza o simplemente "la Alianza", una coalición multirracial tripartita formada por la Organización Nacional de los Malayos Unidos (UMNO), partido político nacionalista malayo, la Asociación China Malaya (MCA) y el Congreso Indio Malayo (MIC). Dicho frente electoral, bajo el liderazgo de Tunku Abdul Rahman, presidente de la UMNO, obtuvo el 81.68% de los votos y 51 de los 52 escaños. El Partido Islámico Panmalayo (PMIP, posteriormente conocido como PAS), una escisión del sector más religioso de la UMNO, la "Asociación Islámica Panmalaya", obtuvo el escaño restante. Por otro lado, Onn Jaafar, el fundador de la UMNO, que había abandonado la coalición en 1950 para fundar el Parti Negara (Partido Nacional), sufrió una aplastante derrota al recibir el 7.88% de los votos, quedando segundo por voto popular, sin lograr ingresar al Consejo Legislativo Federal.
Treinta candidatos de la Alianza obtuvieron mayorías de más de 10.000 votos. Nueve de ellos tenían mayorías de más de 20.000. Cuarenta y tres de sus oponentes perdieron sus depósitos. Un solo candidato de la Alianza, Hashim Awang, en la circunscripción de Wellesley North, Penang, fue elegido sin oposición. Esta victoria abrió lo que serían más de sesenta años de gobierno ininterrumpido de la UMNO en Malasia por medio de coaliciones multirraciales, logrando mantenerse en el poder y triunfando en las siguientes trece elecciones federales hasta su primera derrota en 2018.
Con esta victoria, Rahman fue nombrado Ministro Principal de la Federación, y encabezó el nuevo gobierno hasta la independencia en agosto de 1957. Después de esto, el Consejo Legislativo Federal permaneció como un órgano interino hasta la elección del primer Parlamento Federal en 1959.

## Línea de tiempo
- Nominación : 15 de junio de 1955
- Jornada electoral : 27 de julio de 1955

| Estado          | Nominación              | Elección estatal         |
| --------------- | ----------------------- | ------------------------ |
| Johor           | 1 de septiembre de 1954 | 10 de octubre de 1954    |
| Terengganu      | 1 de septiembre de 1954 | 29 de octubre de 1954    |
| Penang          | 13 de enero de 1955     | 19 de febrero de 1955    |
| Malaca          | 4 de agosto de 1955     | Nulo, sin oposición      |
| Selangor        | 11 de agosto de 1955    | 27 de septiembre de 1955 |
| Kedah           | 14 de agosto de 1955    | Nulo, sin oposición      |
| Kelantan        | 15 de agosto de 1955    | 19 de septiembre de 1955 |
| Perlis          | 17 de agosto de 1955    | 24 de septiembre de 1955 |
| Pahang          | 25 de agosto de 1955    | 26 de septiembre de 1955 |
| Negeri Sembilan | 8 de septiembre de 1955 | 12 de octubre de 1955    |
| Perak           | 1 de octubre de 1955    | 12 de noviembre de 1955  |

## Resultados

### Consejo Legislativo Federal
El Partido de la Alianza ganó alrededor del 80% del total de votos y 51 de los 52 escaños disputados. El PMIP ganó un único escaño en Keiran, Perak. Su único candidato ganador, Haji Ahmad Tuan Hussein, un erudito islámico, fue posteriormente apodado "Sr. Oposición". La participación electoral fue del 82.00%.
|  | 58.91 % |

|  | 65.38 % |

|  | 20.09 % |

|  | 28.85 % |

|  | 2.68 % |

|  | 3.85 % |

|  | 81.68 % |

|  | 98.08 % |

|  | 7.88 % |

|  | 0.00 % |

|  | 4.06 % |

|  | 1.92 % |

|  | 2.10 % |

|  | 0.00 % |

|  | 0.54 % |

|  | 0.00 % |

|  | 0.48 % |

|  | 0.00 % |

|  | 0.11 % |

|  | 0.00 % |

|  | 3.16 % |

|  | 0.00 % |

|  | 100.00 % |

### Resultado por estado
|  | 66.84 % |

|  | 33.16 % |

|  | 93.34 % |

|  | 4.03 % |

|  | 0.94 % |

|  | 1.69 % |

|  | 78.09 % |

|  | 12.24 % |

|  | 8.02 % |

|  | 1.65 % |

|  | 84.87 % |

|  | 15.13 % |

|  | 79.88 % |

|  | 7.44 % |

|  | 5.60 % |

|  | 7.08 % |

|  | 70.55 % |

|  | 12.88 % |

|  | 8.40 % |

|  | 3.33 % |

|  | 0.66 % |

|  | 4.18 % |

|  | 89.95 % |

|  | 3.83 % |

|  | 6.22 % |

|  | 71.19 % |

|  | 16.74 % |

|  | 9.21 % |

|  | 1.44 % |

|  | 1.42 % |

|  | 83.10 % |

|  | 15.89 % |

|  | 1.01 % |

|  | 87.95 % |

|  | 5.65 % |

|  | 6.40 % |

|  | 86.07 % |

|  | 13.75 % |

|  | 0.18 % |

### Consejos Legislativos Estatales
| Estado                 | Alianza | PAS                    | Gobernador electo     | Partido                 | Partido                 |
| ---------------------- | ------- | ---------------------- | --------------------- | ----------------------- | ----------------------- |
| Perlis                 | 9/9     |                        | Raja Ahmad Raja Endut |                         | Independiente (Alianza) |
| Kedah                  | 12/12   | Sheriff Mohamad Osman  |                       | UMNO (Alianza)          |                         |
| Kelantan               | 16/16   | Tengku Muhammad Hamzah |                       | UMNO (Alianza)          |                         |
| Terengganu             | 15/15   | Raja Kamaruddin Idris  |                       | Independiente (Alianza) |                         |
| Penang                 | 14/14   | Wong Pow Nee           |                       | MCA (Alianza)           |                         |
| Perak                  | 19/20   | 1/20                   | Abdul Wahab           |                         | UMNO (Alianza)          |
| Pahang                 | 16/16   |                        | Abdul Razak Hussein   |                         | UMNO (Alianza)          |
| Selangor               | 13/13   | Raja Uda Raja Muhammad |                       | Independiente (Alianza) |                         |
| Negeri Sembilan        | 12/12   | Shamsuddin Naim        |                       | UMNO (Alianza)          |                         |
| Malacca                | 8/8     | Osman Talib            |                       | UMNO (Alianza)          |                         |
| Johor                  | 16/16   | Wan Idris Ibrahim      |                       | UMNO (Alianza)          |                         |
| Gobernaciones en total | 11/11   | 0/11                   |                       |                         |                         |
| Escaños en total       | 149/150 | 1/150                  |                       |                         |                         |